# 马多尔
马多尔（法語：Mardore，法語發音：[maʁdɔʁ]）是法国罗讷省的一个旧市镇，属于索恩河畔自由城区。2013年，马多尔与临近的4个市镇合并为新市镇蒂济莱布尔。

## 地理
马多尔（46°4'12"N, 4°20'17"E）面积13.47 平方千米，位于法国奥弗涅-罗讷-阿尔卑斯大区罗讷省，该省份为法国中东部省份，北起顺时针与索恩-卢瓦尔省、安省、里昂大都会、伊泽尔省和卢瓦尔省接壤。
与马多尔接壤的市镇（或旧市镇、城区）包括：拉沙佩勒德马多尔、库尔-拉维尔。

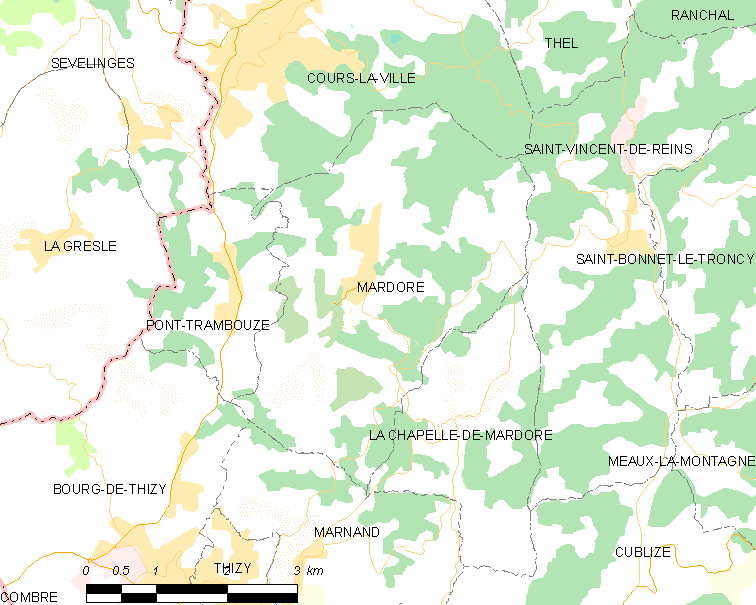
马多尔的OSM定位图

马多尔的时区为UTC+01:00、UTC+02:00（夏令时）。

## 行政
马多尔的邮政编码为69240，INSEE市镇编码为69128。

## 政治
马多尔所属的省级选区为。

## 人口

1962-2008年间马多尔人口变化图示

马多尔于2018年1月1日时的人口数量为495人。